# لرد استنلی
هنری ادوارد جان استنلی، سومین بارون استنلی از آلدرلی و بارون دوم ادیسبری یا عبدالرحمن استنلی، (۱۸۲۷-۱۹۰۳ میلادی) مورخ و نماینده مجلس اعیان انگلیس بود. وی اولین عضو مسلمان مجلس اعیان بود. او دایی برتراند راسل بود.

## زندگی
در دهه ۱۸۵۰ به سرزمینهای اسلامی سفر کرده مراسم حج را بعمل آورد به اسلام گروید و نام عبدالرحمن را برگزید. در سال ۱۸۶۹ پس از مرگ پدرش، ادوارد جان استنلی، دومین بارون استنلی آلدرلی، القاب او را به ارث برد. مادرش، هنریتا استنلی، بارونس استنلی آلدرلی، یک متخصص آموزش انگلیسی بود، و خواهرش کاترین، مادر برتراند راسل بود.
به‌دلیل حرمت مشروبات الکلی در اسلام  دستور داد  تمام میخانه ها در املاکش در  نیدر آلدرلی، جنوب آلدرلی اج (که در آن زمان چورلی نامیده می‌شد) بسته شوند.
وی در همین حال هزینه بازسازی چندین کلیسا را تقبل کرد
شدت ایمان اون به حدی بود که پس از مرگش یکی از مجلات مذهبی فاش کرد که او هر شب نماز شب میخوانده است

## مرگ
وی در ۱۱ دسامبر ۱۹۰۳ درگذشت و در ۲۵ رمضان  طبق آداب مسلمانان در باغ داور هاوس در املاک خانواده اش، پارک آلدرلی، در نتر آلدرلی، چشایر به خاک سپرده شد.
رئیس تشییع جنازه او اولین منشی سفارت عثمانی در لندن بود. نمازهای اسلامی توسط امام سفارت خوانده شد.
مراسم جنازه به یاد آن مرحوم در مسجد لیورپول به سرپرستی عبدالله کوئلیام برگزار شد.

## کتاب ها
کتاب های او توسط انجمن هکلوت که او عضو و نایب رئیس آن بود منتشر شد.
   ۱۸۶۶: شرحی از سواحل آفریقای شرقی و مالابار در آغاز قرن شانزدهم توسط دوارت باربوسا، مترجم پرتغالی.
   ۱۸۶۸: جزایر فیلیپین، ملوکاس، سیام، کامبوج، ژاپن و چین، در پایان قرن شانزدهم. توسط آنتونیو دی مورگا، مترجم
   ۱۸۶۹: سه سفر واسکو داگاما و نایب السلطنه او از لندا دا هند گاسپار کوریا،
   ۱۸۷۳: سفر به تانا و ایران توسط جوزافا باربارو و آمبروسیو کونتارینی منتشر شده در ایران در سال ۱۳۴۹ بنام : سفرنامه ونیزیان توسط منوچهر امیری ترجمه و منتشر شده است
   ۱۸۷۴: اولین سفر به دور جهان، توسط مترجم ماژلان
   ۱۸۸۱: روایت سفارت پرتغال در حبشه طی سالهای ۱۵۲۰-۱۵۲۷ توسط پدر فرانسیسکو آلوارز